# Toxorhina (Ceratocheilus) nimbipleura
Toxorhina (Ceratocheilus) nimbipleura is een tweevleugelige uit de familie steltmuggen (Limoniidae). De soort komt voor in het Afrotropisch gebied.